# سیابلی
سیابلی (به لاتین: Siyablı) یک منطقه مسکونی در جمهوری آذربایجان است که در شهرستان لنکران و در دهیاری راه آب واقع شده‌است. سیابلی ۳۴۴ نفر جمعیت دارد.

## ریشه واژه
سیا یا سیو شکل تالشی واژه سیاه در زبان فارسی است. برخی بیلی را در تالشی به‌معنی اردک  و برخی جا و مکان می‌دانند.